# 延久
延久（1069年5月6日~1074年9月16日）是日本的年號之一。使用這個年號的天皇是後三条天皇與白河天皇。

## 改元
- 治曆五年四月十三日（1069年5月6日） 改元延久。
- 延久六年八月二十三日（1074年9月16日） 改元承保。

## 出處
《尚書》

## 紀年、西曆、干支對照表
| 治曆 | 元年   | 二年   | 三年   | 四年   | 五年   | 六年   |
| 公元 | 1069年 | 1070年 | 1071年 | 1072年 | 1073年 | 1074年 |
| 干支 | 己酉   | 庚戌   | 辛亥   | 壬子   | 癸丑   | 甲寅   |